# Ziller
Pour les articles homonymes, voir Ziller (homonymie).
Le Ziller est une rivière située dans le Zillertal dans la région du Tyrol, en Autriche et est un affluent de l'Inn, donc un sous-affluent du Danube. 

## Géographie
Elle a une longueur totale de 47 km. Elle alimente le Barrage de Zillergründl. À Mayrhofen, la rivière est rejointe par un de ses affluents, le Zemmbach (qui est à son tour rejoint par le Tuxerbach). À Zell am Ziller, il est rejoint par le Gerlosbach, avant d'atteindre l'Inn à Strass im Zillertal.
Pour des raisons historiques, le Ziller marque sur la plupart de son parcours la frontière entre le Diocèse d'Innsbruck l'ouest et l'Archidiocèse de Salzbourg. La rivière présente une couleur brune et sombre. Elle mesure 20 m de largeur et 2 m de profondeur et a un débit moyen de 43,1 m3/s.